# Классификация нумерованных автомагистралей в США
Автомагистрали в США разделены на четыре типа систем.
- Межштатные автомагистрали
  - Система межштатных автомагистралей США — финансируемые и сооружаемые государством автомагистрали, основа транспортной системы США, используемые миллионами пассажирских и грузовых автомобилей. Межштатные автомагистрали построены по особым стандартам и спроектированы для наиболее эффективного и безопасного высокоскоростного передвижения. Содержание и ремонт межштатных автомагистралей осуществляют власти штата, по которому пролегает участок дороги. Основные автомагистрали по мере необходимости дополняются дополнительными межштатными автомагистралями с трёхзначными номерами. Все дороги этого типа являются частью Национальной системы автомагистралей США, важнейших дорог для экономики, обеспечения мобильности и безопасности страны.
- Автомагистрали США
  - Система нумерованных автомагистралей США — более старая система автомагистралей, преимущественно проходящих непосредственно по земле, без тоннелей и подземных участков. Координацию автомагистралей данного типа проводит Американская ассоциация служащих государственных автодорог и транспорта, а ремонт и содержание дорог распределяется между властями штата и местными властями. После появления межштатных автомагистралей, роль дорог данного типа снизилась до поездок средней дальности, преимущественно внутри одного штата. Исключение составляют участки, преимущественно на западе страны, где межштатные автомагистрали ещё не построены или не предусмотрены в принципе. Изменение статуса привело к упразднению или сокращению части автомагистралей США, например известных маршрутов US 21[англ.] и US 66.
- Автомагистрали штата
  - Каждый штат США также содержит систему автомагистралей штата[англ.]. Автомагистрали штата строятся по различным стандартам и их качество заметно различается. Некоторые загруженные дороги штата соответствуют стандартам межштатных автомагистралей, в то время как другие, редко используемые дороги являются низкокачественными.
- Окружные автомагистрали
  - В некоторых штатах также выделяют окружные автомагистрали. Задача строительства, ремонта и поддержки таких дорог полностью лежит на органах местной власти. Окружные автомагистрали могут быть как крупными многополосными дорогами, так и грунтовыми дорогами, ведущими в отдалённые районы округа.

Каждая автомагистраль любого типа обычно имеет свой номер, букву, или комбинацию номера и буквы. Номер автомагистрали указывается на специальных дорожных знаках. Каждая система автомагистралей имеет свой уникальный дизайн такого знака, что позволяет легче и быстрее идентифицировать дорогу и систему, к которой она принадлежит. Ниже приведён неполный список дорожных указателей автомагистралей в США.

## Дорожные указатели автомагистралей

### Автомагистрали штатов и похожие системы
Многие знаки систем автомагистралей штата выполнены в форме географических границ самого штата или же в стиле одного из символов штата, например, флага. Большинство остальных выполнены в форме прямоугольника или другой простой фигуры. Если у системы нет своей специфической формы и раскраски знака, её дороги получают стандартный знак в виде чёрных цифр на белом кружке. Также автомагистрали штата обозначаются и на картах. Некоторые штаты продолжают намеренно использовать данные знаки.

## История
Первым штатом, который в 1918 году ввёл нумерацию своих магистралей был Висконсин. В 1926 году лучшие дороги каждого из штатов получили номера и федеральное значение, образовав систему автомагистралей США под управлением Американской ассоциации служащих государственных автодорог и транспорта (AASHO).